# إسرائيل رودريغيز
إسرائيل رودريغيز (بالإسبانية: Israel Rodríguez)‏ هو لاعب كرة قدم باراغواياني، ولد في 21 يوليو 1982 في أسونسيون في باراغواي. لعب مع نادي إيميلك.